# Compiobbesi
I Compiobbesi furono una famiglia storica di Firenze.

## Storia familiare
La famiglia era originaria del castello di Compiobbi, sulla riva sinistra dell'Arno e attualmente facente parte del comune di Bagno a Ripoli, specularmente alla frazione attuale di Compiobbi nel comune di Fiesole. Qui la famiglia patronò anche la chiesa di San Michele (dal 1366), della chiesa di Santa Maria a Pontanico (dal 1381) e della chiesa di San Donato a Torri (dal 1395). 
In città avevano una casatorre su Calimala, nei pressi di Orsanmichele. Di fede ghibellina, furono cacciati dalla città dopo la battaglia di Benevento e le loro proprietà furono incendiate o confiscate. La torre nel 1308 passò all'Arte della Lana, che ne fece la sua residenza ed  esiste ancora sebbene profondalmente trasformata.
La famiglia si estinse alla fine del Cinquecento.